# Biblioteka Narodowa Katalonii
Biblioteka Narodowa Katalonii – biblioteka założona w 1907 przez Institut d'Estudis Catalans.

## Historia
Biblioteka została założona w 1907 roku i mieściła się w Palau de la Generalitat de Catalunya. Pełniła rolę biblioteki Institut d'Estudis Catalans. W 1914 roku została przekształcona w bibliotekę publiczną przez Mancomunitat Katalonii. W 1931 Rada Miejska Barcelony zatwierdziła przekazanie na siedzibę dla biblioteki dawnego szpitala de la Santa Creu. Biblioteka jednak w całości do nowej siedziby przeprowadza się dopiero w 1940 roku z powody trwającej w Hiszpanii wojny domowej. W 1981 roku parlament Katalonii uchwala ustawę zgodnie z którą staje się biblioteką narodową Katalonii.

## Siedziba
Biblioteka ma siedzibę w dawnym budynku Antic Hospital de la Santa Creu w Barcelonie. Dwupiętrowy gotycki budynek z trzech stron otaczający dziedziniec powstał w okresie od XV do XVII wieku. W XVIII wieku został rozbudowany, a na przełomie XIX i XX wieku częściowo przebudowany. Pod koniec lat 80. XX wieku budynek został przebudowany, aby dostosować go do nowych funkcji, technologii i  usług. Po raz kolejny w latach 1991-1998 przebudowano budynek tworząc cztery podziemne magazyny.

## Misja
Głównym zadaniem biblioteki zgodnie z ustawą o systemie bibliotecznym Katalonii jest gromadzenie, zachowanie i rozpowszechnianie katalońskiej produkcji wydawniczej i powiązanej z katalońskim obszarem językowym. Aby ją zrealizować Biblioteka stara się zebrać wszystko, co zostało w Katalonii i wszystko, oraz publikacje o Katalonii, jej historii, języku i kulturze. Początkowo zbiory gromadzono dzięki darowiznom, a od lat 90. XX wieku biblioteka otrzymuje egzemplarz obowiązkowy. Jednak obowiązek jego dostarczania jest nałożony na drukarnie, a nie na wydawców. Dlatego Biblioteka nie otrzymuje wszystkich wydawnictw i musi je nabywać drogą kupna.